# Kantojärvi (sjö i Lappland)
Kantojärvi är en sjö i Finland. Den ligger i kommunen Enare i landskapet Lappland, i den norra delen av landet, 1 000 km norr om huvudstaden Helsingfors. Kantojärvi ligger 150,6 meter över havet. Arean är 36,3 hektar och strandlinjen är 4,1 kilometer lång. Sjön  ingår i Pasvik älvs huvudavrinningsområde. 